# (65657) Hube
(65657) Hube est un astéroïde de la ceinture principale.

## Description
(65657) Hube est un astéroïde de la ceinture principale. Il fut découvert le 16 août 1982 à Siding Spring par Andrew Lowe. Il présente une orbite caractérisée par un demi-grand axe de 2,64 UA, une excentricité de 0,27 et une inclinaison de 11,6° par rapport à l'écliptique.

## Compléments